# Kościół Najświętszej Maryi Panny Różańcowej w Kruszynie
Kościół Najświętszej Maryi Panny Różańcowej – rzymskokatolicki kościół parafialny w miejscowości Kruszyna w województwie opolskim. Świątynia należy do parafii Najświętszej Maryi Panny Różańcowej w Kruszynie w dekanacie Brzeg południe, archidiecezji wrocławskiej. Dnia 7 kwietnia 1964 roku, pod numerem 770/64 kościół został wpisany do rejestru zabytków województwa opolskiego.

## Historia i architektura kościoła
Pierwsze informacje o kościele w Kruszynie pochodzą z około 1325 roku. Obecna świątynia pochodzi z początku XVI wieku. W latach 1536–1945 kościół należał do ewangelików. Wielokrotnie był przebudowywany i odnawiany o czym świadczą pozostałości po dekoracyjnym zdobieniu ścian techniką sgraffitową. Wnętrze kościoła zdobią fragmenty polichromii. Drewniane elementy bocznych ołtarzy wykonane zostały XVII-wieczną metodą snycerską. Kościół otacza XV-wieczny mur.